# Serra do Culari
 (septembre 2022).
La serra do Culari est la partie occidentale de la serra de Tumucumaque (appellation brésilienne des monts Tumuc-Humac), dans l'État d'Amapá. Elle est entrecoupée, dans le sens nord-sud, par les rios Curapi, Culari et Cuc, tous affluents de rive gauche du rio Jari.